# Ptilurodes pollux
Ptilurodes pollux är en fjärilsart som beskrevs av Sergius G. Kiriakoff 1963. Ptilurodes pollux ingår i släktet Ptilurodes och familjen tandspinnare. Inga underarter finns listade.